# Maryna Piddubna
Maryna Piddubna (7 de mayo de 1998) es una nadadora paralímpica ucraniana.

## Carrera deportiva
Piddubna tiene una discapacidad visual y compite en pruebas de natación de clase S11.
Compitió en los Juegos Paralímpicos de 2012 en Londres y ganó una medalla de bronce en los Juegos Paralímpicos de 2016, celebrados en Río de Janeiro, en las pruebas de 50 metros estilo libre. Liesette Bruinsma de los Países Bajos también ganó una medalla de bronce en la carrera, ya que ambas terminaron al mismo tiempo en 31.23 segundos.
Durante su carrera deportica también ganó medallas de bronce en el Campeonato Mundial de Natación Adaptada en 2013 y 2015, ambos en las pruebas de 100 metros espalda en su categoría. Compitió nuevamente en 2019, donde ganó una medalla de oro en la prueba de estilo libre de 50 m, medallas de plata en estilo libre de 100 metros y pruebas de la categoría SM11 combinados individuales de 200 metros y una medalla de bronce en el evento S11 de espalda de 100 metros.
También compitió en el Campeonato Mundial Europeo de Natación Adaptada en 2014, donde ganó una medalla de bronce en el evento S11 de espalda de 100 metros y en 2018 donde ganó una medalla de oro y rompió el récord mundial en la clase S11 de estilo libre de 50 metros, ganó medallas de plata en los 100 metros estilo libre S11 y 200 metros de eventos combinados individuales y ganó una medalla de bronce en el evento de 100 metros espalda S11.
Fue galardonada con la Orden de la Princesa Olga, de tercera clase, por su actuación en los Juegos Paralímpicos de 2016.